# Raadvad (virksomhed)
Raadvad er et dansk køkkenudstyrsmærke og tidligere virksomhed, der blev grundlagt i 1758, som en producent af køkkenudstyr.

## Historie
Virksomheden havde sit navn efter Raadvad Mølle i Lyngby-Taarbæk Kommune, hvor den blev grundlagt og havde sin produktion frem til 1970'erne.
I starten af 1800-tallet var omkring halvdelen af byens indbyggere beskæftiget i virksomheden, der oprindeligt producerede husgeråd i bred forstand. Men i 1924 ændredes produktionen, der i en lang periode kun bestod af knive og brødskærere. Virksomheden flyttede i starten af 1970'erne til Brønderslev. Siden 1994 har Raadvad været ejet af den internationale Fiskars-koncern. Sortimentet er udvidet og omfatter bestik, gryder, stegepander og tilbehør.
Blandt Raadvads meste kendte produkter er bestikserien Odgård, designet af Mads Odgård i 1987.